# باتريك كامغاينغ
باتريك كامغاينغ (بالفرنسية: Patrick Kamgaing)‏ (ولد في 11 نوفمبر 1990) هو لاعب كرة قدم كاميروني يلعب مع مجيس العماني.

## المسيرة الرياضية مع الأندية
ولد في دوالا ولعب في قطر مع معيذر بين عامي 2008 و 2011. في صيف 2011 انتقل إلى الجزائر وانضم إلى حامل اللقب في ذلك الوقت أولمبي الشلف حيث ساهم في احتلال المركز الخامس في بطولة الرابطة الجزائرية المحترفة الأولى لكرة القدم 2011–12. لعب في دوري أبطال أفريقيا 2012 في النصف الأول من موسم 2012-2013 ولكن خلال العطلة الشتوية انتقل إلى صربيا وانضم إلى يافور إيفانييتشا في الدرجة الأولى. بعد تجربة ناجحة وقع مع يافور عقدًا مدته سنتان وانتهى في يناير 2015. لعب لأول مرة مع يافور في موسم 2012–13 في 2 مارس 2013 ضد سميديريفو والتي انتهت بفوز يافور 4-0.
في عام 2014 انتقل إلى النادي العماني مجيس.

## المسيرة الرياضية مع المنتخب
كان باتريك كامغاينغ جزءًا من منتخب الكاميرون في تصفيات ونهائيات دورة ألعاب عموم أفريقيا 2011 بعد أن فاز بالميدالية الفضية بعد خسارته في المباراة النهائية من غانا بنتيجة 0-1.